# Улрих Георг фон Шьонбург-Валденбург
Улрих Георг фон Шьонбург-Валденбург (на немски: Ulrich Georg von Schönburg-Waldenburg; * 25 август 1869, Хермсдорф при Дрезден; † 1 декември 1939, дворец Гутеборн, Саксония) е принц на Шьонбург-Валденбург, господар на дворец Гутеборн.

## Произход, управление и наследство
Той е вторият син на генерал принц Георг фон Шьонбург-Валденбург (1828 – 1900) и съпругата му принцеса Луиза фон Бентхайм-Текленбург (1844 – 1922), дъщеря на пруския генерал-лейтенант принц Адолф фон Бентхайм-Текленбург-Реда (1804 – 1874) и принцеса Анна Каролина Луиза Аделхайд Ройс-Шлайц-Гера (1822 – 1902). Внук е на княз Ото Виктор I фон Шьонбург (1785 – 1859), основател на клона Шьонбург-Валденбург, и принцеса Текла фон Шварцбург-Рудолщат (1795 – 1861). Брат е на Херман Георг (1865 – 1943) и на Анна Луиза (1871 – 1951), омъжена на 9 декември 1891 г. в Рудолщат за първия ѝ братовчед княз Гюнтер Виктор фон Шварцбург-Рудолщат (1852 – 1925).
Улрих Георг реставрира дворец Гутеборн за постоянна резиденция на фамилията му. По време на революцията през 1918 г. саксонският крал Фридрих Август III бяга в дворец Гутеборн и абдикира там на 13 ноември 1918 г.
Улрих Георг умира на 70 години на 1 декември 1939 г. в дворец Гутеборн. През 1942 г. сестра му принцеса Анна Луиза (1871 – 1951) осиновява племенника си Вилхелм фон Шьонбург-Валденбург (1913 – 1944), също и синът му Улрих (* 1940). През 1945 г. фамилията Шьонбург трябва да напусне дворец Гутеборн. На 8 август 1948 г. дворецът е взривен.
Линията Шьонбург-Валденбург съществува днес и внукът му Улрих (* 1940) е шеф на фамилията. Клоновете Шьонбург-Валденбург, Шьонбург-Хартенщайн съществуват до днес като Шьонбург-Глаухау.

## Фамилия
Улрих Георг фон Шьонбург-Валденбург се жени на 24 февруари 1900 г. във Франкфурт на Майн за принцеса Паулина Амалия Адела фон Льовенщайн-Вертхайм-Фройденберг (* 16 октомври 1881, Хайделберг; † 24 април 1945, Милтиц, Саксония), дъщеря на принц Алфред фон Льовенщайн-Вертхайм-Фройденберг (1855 – 1925) и графиня Паулина фон Райхенбах-Лесонитц (1858 – 1927). Те имат пет деца:
- Шарлота Паулина Луиза Амалия (* 3 февруари 1901, Лангенцел; † 21 април 1982, Бад Пирмонт)
- Волф Георг Алфред VI фон Шьонбург-Валденбург (* 26 ноември 1902, Дрезден; † 24 ноември 1983, Сиена), княз и граф и господар на Шьонбург, граф и господар на Глаухау и Валденбург, женен в Асциано на 16 октомври 1944 г. за графиня Луциана Баргагли-Стофи (* 17 януари 1921, Болоня; † 26 март 1984, Сиена); има три дъщери
- Доротея Луиза Паулина фон Шьонбург-Валденбург (* 3 октомври 1905, Гутеборн; † 17 декември 2000), омъжена в Гутеборн на 5 септември 1928 г. за принц Карл Франц Фердинанд фон Липе-Вайсенфелд (* 16 юли 1903, Дрезден; † 26 септември 1939, убит в битка в Полша)
- Георг Улрих фон Шьонбург-Валденбург (* 18 ноември 1908, Гутеборн; † 4 август 1982, Юберакерн, Долна Австрия), женен (цив) в Бургхаузен на 30 април 1935 г. и (рел) в Мюнхен на 4 май 1935 г. за графиня Паулина фон Кастел-Кастел (* 5 септември 1906; † 18 февруари 2002)), принц; има три дъщери
- Вилхелм фон Шьонбург-Валденбург (* 3 април 1913, дворец Гутеборн, Саксония; † 1 юни 1944, убит в Нормандия), женен на 27 септември 1939 г. в Росла за принцеса Мари Елизабет Ида Емма Цецилия Матилда фон Щолберг (* 1 октомври 1921, Росла; † 11 юли 1975, Ортенберг); има двама сина